# Gotteskinder
Gotteskinder ist ein deutscher Spielfilm von Frauke Lodders aus dem Jahr 2024. Die Uraufführung des Dramas erfolgte im Januar im Rahmen des Filmfestival Max Ophüls Preis 2024, wo das Werk in den Spielfilm-Wettbewerb aufgenommen wurde.

## Handlung
Die jugendlichen Geschwister Hannah und Timo wachsen in einer streng evangelikalen Familie auf. Hannah engagiert sich sehr in der Freikirche und lebt ihren Glauben leidenschaftlich aus, indem sie auch ein Keuschheitsgelübde abgelegt hat. Dies verbietet ihr jegliche körperliche Intimität vor der Ehe. Ihr Leben verkompliziert sich, als Hannah den neuen Nachbarsjungen Max kennenlernt und sich in ihn verliebt. Ihr Bruder Timotheus wiederum entwickelt romantische Gefühle für seinen besten Freund Jonas. Da er glaubt, mit seiner Homosexualität gegen Gottes Willen zu verstoßen, versucht er gegen seine „unreinen“ Gedanken anzukämpfen. Timotheus entscheidet sich schließlich dafür, ein sogenanntes „Seelsorge-Seminar“ zu besuchen. Dort will er sich von seinen homosexuellen Gefühlen „heilen“ lassen. Allerdings nimmt auch Jonas an diesem Seminar teil; die beiden kommen sich näher und küssen sich. Als dies aufgedeckt wird, springt Timotheus in den Tod; Max, der von seiner Mutter zur Teilnahme am Seminar gezwungen wurde, kann ihn nicht davon abhalten. Hannahs Eltern verheimlichen ihr den wahren Grund für Timotheus’ Tod und teilen ihr mit, es habe sich um einen Unfall gehandelt. Max steckt ihr aber Notizen von Timotheus zu, die Timotheus’ Homosexualität aufzeigen. Als Hannah ihre Eltern damit konfrontiert, wird sie auf ihr Zimmer geschickt. Bald darauf versöhnen sich Vater und Tochter jedoch wieder und trauern gemeinsam um Timotheus. Hannah teilt Max mit, dass sie bei ihrer Familie bleiben und sich nicht mit Max von dieser lossagen möchte. Der Film endet damit, dass Hannah ihr Reinheitsgelübde erneuert und am daran anschließenden Ball teilnimmt.

## Hintergrund
Gotteskinder ist der zweite Spielfilm der freien Regisseurin, Drehbuchautorin und Produzentin Frauke Lodders nach ihrem Studienabschlussfilm Morpheus (2015) an der Kunsthochschule Kassel.
Der Film wurde von der unabhängigen Kinescope Film produziert, in Zusammenarbeit mit dem NDR und Arte. Gefördert wurde das Projekt von der Hessen Film & Medien, der Nordmedia und dem Deutschen Filmförderfonds (DFFF).

## Veröffentlichung
Gotteskinder wurde am 25. Januar 2024 im Rahmen des Filmfestivals Max Ophüls Preis uraufgeführt, wo er den Preis der Jugendjury erhielt.
Der Film startete am 30. Januar 2025 bundesweit im Verleih von W-Film im Kino.

## Rezeption
Filmjournalist Dieter Oßwald urteilt auf dem Arthaus-Portral Programmkino.de: „Gut recherchiert. Gekonnt erzählt. Überzeugend gespielt. Diese ‚Gotteskinder‘ gehen gehörig unter die Haut.“

## Auszeichnungen
Noch vor Fertigstellung des Films wurde das Drehbuch 2019 mit dem Hessischen Filmpreis ausgezeichnet.
Am 27. Januar 2024 erhielt er im Rahmen des Filmfestivals Max Ophüls Preis den Preis der Jugendjury.
Die Jury der Deutschen Film- und Medienbewertung hat dem Film das Prädikat „wertvoll“ verliehen. Die Jury würdigt die Regisseurin, da es ihr gelinge, „eine glaubwürdige und vitale Innensicht des Familienlebens von evangelikalen Christen zu gestalten“.
Auf dem 34. Filmfest Emden/Norderney wurde der Film mit dem NDR-Filmpreis für den Nachwuchs ausgezeichnet, der traditionell an den nominierten Film mit der höchsten Publikumswertung vergeben wird.
Die Fachjury National des 29. Internationalen Filmfestival Schlingel, einem Filmfestival für Kinder und junges Publikum, hat Gotteskinder im Wettbewerb Blickpunkt Deutschland den Hauptpreis der Stadt Chemnitz verliehen.
Bei den 4. Filmtagen Oberschwaben in Ravensburg wurde der Film mit dem Hans W. Geissendörfer-Preis als bester Spielfilm ausgezeichnet.
Auf dem 40. Warsaw International Film Festival hat Gotteskinder (englischer Titel: In Good Faith) den Wettbewerb 1-2 gewonnen.
Auf dem exground Filmfest wurde Gotteskinder in der Sektion Youth Days/Internationaler Jugendfilmwettbewerb sowohl mit dem Publikumspreis, als auch mit dem Preis der Jugendjury ausgezeichnet.
Auf dem 45. Europäischen Filmfestival Göttingen ging der Publikumspreis an Gotteskinder.